# Chikkajataka, Nagamangala
Chikkajataka là một làng thuộc tehsil Nagamangala, huyện Mandya, bang Karnataka, Ấn Độ.